# Hammer of the Witches
Hammer of the Witches – jedenasty album studyjny brytyjskiego zespołu muzycznego Cradle of Filth. Wydawnictwo ukazało się 10 lipca 2015 roku nakładem wytwórni muzycznej Nuclear Blast. Premierę poprzedził singel "Right Wing of the Garden Triptych", który ukazał się 15 maja, także 2015 roku. Do utworu powstał również teledysk.
Nagrania zostały zarejestrowane i zmiksowane w Grindstone Studios w Suffok w Anglii we współpracy z producentem muzycznym Scottem Atkinsem. Album dotarł do 196. miejsca listy Billboard 200 w Stanach Zjednoczonych sprzedając się w nakładzie, niewiele ponad 3,5 tys. egzemplarzy w przeciągu tygodnia od dnia premiery.

## Lista utworów
Opracowano na podstawie materiału źródłowego.
| Nr  | Tytuł utworu                                            | Słowa                | Muzyka          | Długość |
| --- | ------------------------------------------------------- | -------------------- | --------------- | ------- |
| 1.  | „Walpurgis Eve”                                         | utwór instrumentalny | Cradle of Filth | 1:29    |
| 2.  | „Yours Immortally...”                                   | Dani Filth           | Cradle of Filth | 6:00    |
| 3.  | „Enshrined in Crematoria”                               | Dani Filth           | Cradle of Filth | 5:46    |
| 4.  | „Deflowering the Maidenhead, Displeasuring the Goddess” | Dani Filth           | Cradle of Filth | 6:59    |
| 5.  | „Blackest Magick in Practice”                           | Dani Filth           | Cradle of Filth | 6:50    |
| 6.  | „The Monstrous Sabbat (Summoning the Coven)”            | utwór instrumentalny | Cradle of Filth | 1:51    |
| 7.  | „Hammer of the Witches”                                 | Dani Filth           | Cradle of Filth | 6:28    |
| 8.  | „Right Wing of the Garden Triptych”                     | Dani Filth           | Cradle of Filth | 5:54    |
| 9.  | „The Vampyre at My Side”                                | Dani Filth           | Cradle of Filth | 5:45    |
| 10. | „Onward Christian Soldiers”                             | Dani Filth           | Cradle of Filth | 6:59    |
| 11. | „Blooding the Hounds of Hell”                           | utwór instrumentalny | Cradle of Filth | 2:10    |
|     |                                                         |                      |                 | 56:11   |

## Twórcy
Opracowano na podstawie materiału źródłowego.
| Zespół Cradle of Filth w składzie - Dani Filth – wokal prowadzący - Daniel Firth – gitara basowa - Martin "Marthus" Škaroupka – perkusja, instrumenty klawiszowe, orkiestracje - Lindsay Schoolcraft – harfa, wokal wspierający - Rich Shaw – gitara rytmiczna, gitara prowadząca - Marek "Ashok" Šmerda – gitara rytmiczna, gitara prowadząca | Inni - Scott Atkins – produkcja muzyczna, realizacja nagrań, miksowanie, mastering - Arthur Berzinsh – oprawa graficzna |

## Listy sprzedaży
| Lista                        | Kraj              | Pozycja |
| ---------------------------- | ----------------- | ------- |
| Billboard 200                | Stany Zjednoczone | 196     |
| Billboard Independent Albums | Stany Zjednoczone | 9       |
| Billboard Hard Rock Albums   | Stany Zjednoczone | 4       |
| Billboard Tastemaker Albums  | Stany Zjednoczone | 9       |
| Billboard Top Album Sales    | Stany Zjednoczone | 76      |